# Prince Daye
Prince Daye (Monrovia, 11 aprile 1978) è un ex calciatore liberiano, di ruolo centrocampista.

## Carriera

### Club
Ha cominciato a giocare nel Madina Repubblicans. Nel 1995, dopo aver militato nell'Invincible Eleven. Nel 1995 viene acquistato dal Bastia. Dopo due stagioni nella seconda squadra, nel 1997 viene promosso nella prima squadra. Nel gennaio 2003 si è trasferito al Club Africain. Nel gennaio 2004 ha firmato un contratto con il Badajoz. Nell'estate 2004 è stato acquistato dal Maccabi Petah Tiqwa. Nel 2006 si è trasferito all'Al-Sailiya, con cui ha concluso la propria carriera nel 2007.

### Nazionale
Ha debuttato in Nazionale nel 1996. Ha partecipato, con la Nazionale, alla Coppa d'Africa 2002.